# Ozicrypta palmarum
Espèce
Synonymes
- Idioctis palmarum Hogg, 1901

Ozicrypta palmarum est une espèce d'araignées mygalomorphes de la famille des Barychelidae.

## Distribution
Cette espèce est endémique du Territoire du Nord en Australie. Elle se rencontre vers Palm Creek.

## Description
La femelle décrite par Raven en 1994 mesure 10 mm.

## Publication originale
- Hogg, 1901 : On Australian and New Zealand spiders of the suborder Mygalomorphae. Proceedings of the Zoological Society of London, vol. 1901, no 2, p. 218-279 (texte intégral).